# Attila Czene
Attila Czene, född 20 juni 1974 i Szeged, Ungern, är en före detta simmare som vann guld på 200 meter medley vid de olympiska sommarspelen 1996 i Atlanta, USA. Han vann även bronsmedaljen på samma distans vid de olympiska sommarspelen 1992 i Barcelona, Spanien.